# Club (émission de télévision)
Pour les articles homonymes, voir Club.
Club était une émission de télévision française musicale de télé-tirelire diffusée en direct sur M6 du 7 juillet 2006 au 22 août 2009 et présentée par Claire Nevers.

## Diffusion
Du 7 juillet 2006 au 29 septembre 2007, l'émission était diffusée le vendredi et le samedi soir entre 0 h 30 et 3 h 30. 
Elle était également diffusée le jeudi soir à partir du 4 octobre 2007 et jusqu'au 14 août 2008.
Du 15 août 2008 au 22 août 2009, l'émission était à nouveau diffusée le vendredi soir et le samedi soir entre 0 h 30 et 3 h 30. 
Pendant cette période, l'émission était également diffusée quelquefois le jeudi soir.

## Principe
Club était un jeu musical permettant de gagner de fortes sommes d'argent. 
C'était également une émission people qui proposait des interviews de stars, des exclusivités et le meilleur des clips club.

## Émission musicale et people
En plus du jeu d'argent, l'émission proposait une succession de clips et de reportages.
Il y avait également des clips gold qui étaient diffusés.
Parfois, certains artistes étaient invités dans l'émission comme Mihran, un des danseurs de Madonna ou Benjamin Braxton.
Lors de la dernière émission diffusée le 22 août 2009, Benjamin Braxton, Alan Master T et Alberkam étaient présents.

## Arrêt
La dernière émission a été diffusée le 22 août 2009. 
Après 3 années de diffusion, le programme est victime de la suppression des émissions de télé-tirelire sur M6.

## Génériques
- Love (JandB Remix Radio Edit) de Life Quest (2006-2007)
- Groove (Bruce Keen) de Novatempo (2007-2008)
- I know de Dynamic Rockers (Olivier et Damien Sellier) (2008-2009)